# Smedstorp, Karlskoga
För andra betydelser, se Smedstorp (olika betydelser).
Smedstorp är en bebyggelse i södra Karlskoga, belägen strax söder om Storängstorp vid länsväg 243. SCB klassade Smedtorp som en egen småort före 2015 för att därefter räkna den som en del av tätorten Karlskoga.